# Euempheremyia melotris
Euempheremyia melotris là một loài ruồi trong họ Tachinidae.